# Pagerageung (plaats)
Pagerageung is een bestuurslaag in het regentschap Tasikmalaya van de provincie West-Java, Indonesië. Pagerageung telt 6992 inwoners (volkstelling 2010).